# Narcissus calcicola
Narcissus calcicola là một loài thực vật có hoa trong họ Amaryllidaceae. Loài này được Mendonça mô tả khoa học đầu tiên năm 1930.

## Hình ảnh

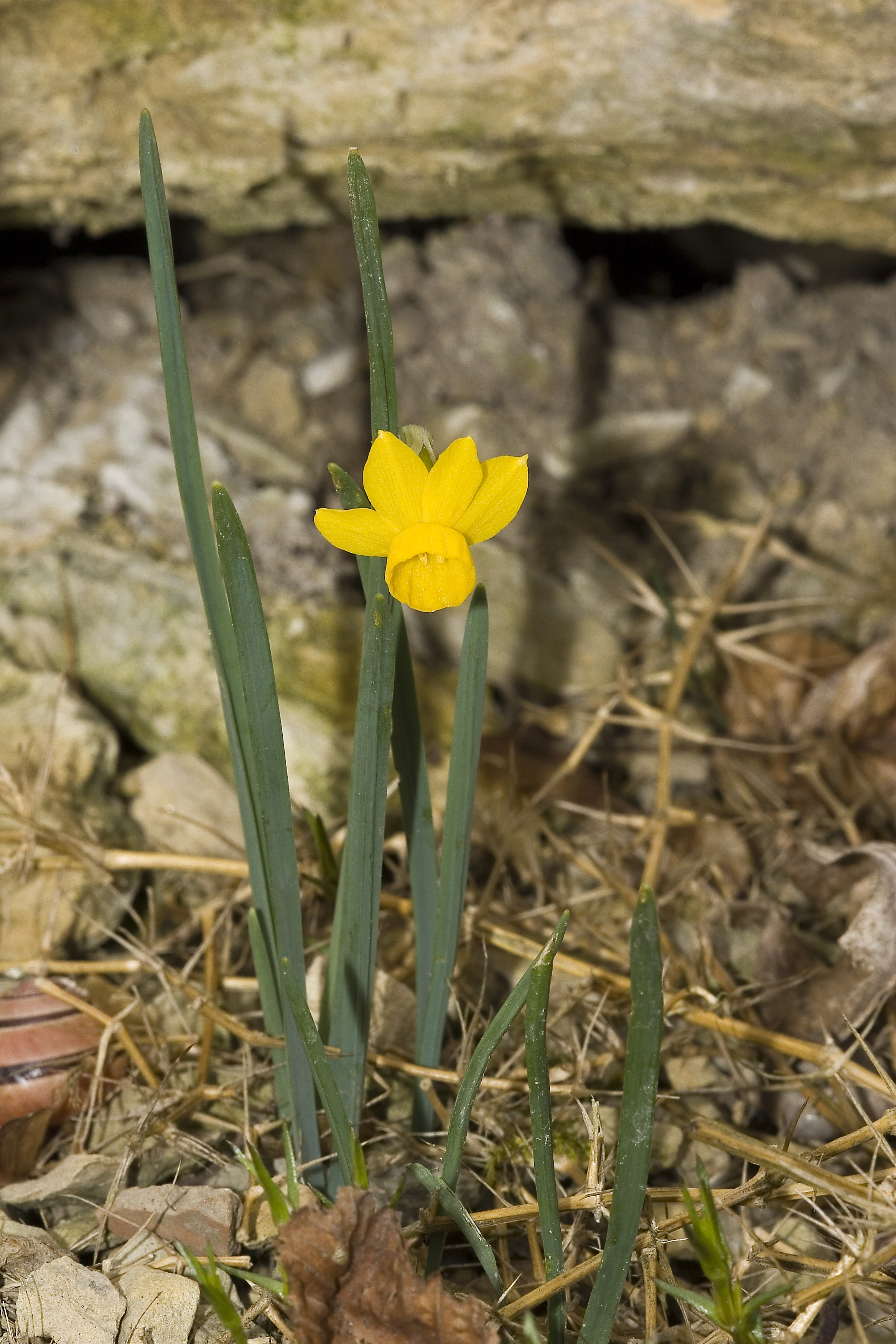